# Hongaarse raket
De Hongaarse raket (Sisymbrium altissimum L.) is een plant uit de kruisbloemenfamilie (Brassicaceae).

## Kenmerken
Kelkbladen ver afstaand, de buitenste met een hoorntje onder de top. Bovenste bladen geveerd met 2 tot 5 paar smalle, lijnvormige slippen. Stengel onderaan, evenals de onderste bladen, ruw behaard, bovenaan kaal, vaak berijpt. Kroonbladen bleekgeel, 5-8 mm lang, met uitschieters tot 10 mm.
De bloeiende plant bereikt een hoogte van 40 tot 90 centimeter. De bloeitijd is van mei tot juli.

## Standplaats
De soort groeit op open, droge, omgewerkte zandgrond, vooral langs spoorwegen, op industrieterreinen en in de duinen, en is algemeen in het Renodunaal district en plaatselijk in urbane gebieden; elders is Hongaarse raket zeldzaam. Oorspronkelijk komt de soort uit Oost-Europa.  
... · 
S. altissimum (Hongaarse raket) · 
S. austriacum · 
S. austriacum subsp. chrysanthum (Maasraket) · 
S. crassifolium · 
Sisymbrium irio (Brede raket) · 
S. loeselii (Spiesraket) · 
S. officinale (Gewone raket) · 
S. orientale (Oosterse raket) · 
S. strictissimum · 
S. supinum (Liggende raket) · 
S. turczaninowii · 
S. volgense · 
...